# Zosterops meyeni
El anteojitos filipino (Zosterops meyeni) es una especie de ave en la familia Zosteropidae.

## Distribución y hábitat
Es endémica de las Filipinas.
Su hábitat natural son los bosques húmedos subtropicales.